# John C. Mackie

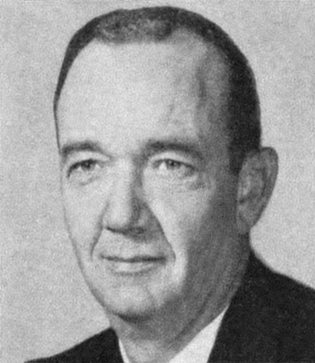
John C. Mackie, 1965

John Currie Mackie (* 1. Juni 1920 in Toronto, Kanada; † 5. März 2008 in Warrenton, Virginia) war ein US-amerikanischer Politiker (Demokratische Partei). Zwischen 1965 und 1967 vertrat er den Bundesstaat Michigan im US-Repräsentantenhaus.

## Werdegang
John Mackie kam im Jahr 1924 mit seinen Eltern nach Detroit in Michigan. Bis 1938 besuchte er die dortige Southeastern High School. Anschließend studierte er bis 1939 am Lawrence Institute of Technology und danach bis 1942 an der Michigan State University. Im Jahr 1942 war er bei einem Flugzeugmotorenhersteller beschäftigt. Von 1942 bis 1945 diente er während des Zweiten Weltkrieges im Fliegerkorps der US Army. Dabei war er im pazifischen Raum eingesetzt. Bei Kriegsende hatte er den Rang eines Oberleutnants erreicht. Zwischen 1946 und 1952 arbeitete Mackie für einen Motorenhersteller in der Nähe von Flint. Im Jahr 1952 gründete er die Firma Flint Surveying & Engineering Co. Von 1952 bis 1956 arbeitete er als Gutachter im Genesee County. Zwischen 1957 und 1965 saß Mackie im Autobahnausschuss des Staates Michigan.
Politisch war er Mitglied der Demokratischen Partei. Bei den Kongresswahlen des Jahres 1964 wurde er im siebten Wahlbezirk von Michigan in das US-Repräsentantenhaus in Washington, D.C. gewählt, wo er am 3. Januar 1965 die Nachfolge von James G. O’Hara antrat. Da er bei den folgenden Wahlen im Jahr 1966 dem Republikaner Donald W. Riegle unterlag, konnte er bis zum 3. Januar 1967 nur eine Legislaturperiode im Kongress absolvieren. Diese waren von den Ereignissen des Vietnamkrieges geprägt.
Nach seinem Ausscheiden aus dem US-Repräsentantenhaus widmete sich John Mackie seinen privaten Geschäften. Er zog nach Warrenton in Virginia, wo er am 5. März 2008 im Alter von 87 Jahren nach längerer Krankheit verstarb.